# Hautecourt-Romanèche
Hautecourt-Romanèche là một xã ở tỉnh Ain, vùng Auvergne-Rhône-Alpes thuộc miền đông nước Pháp.